# Space Revolver
Space Revolver är progrockbandet The Flower Kings femte studioalbum, utgivet 2000.

## Låtlista
1. "I Am the Sun, Pt. 1" - 15:03
2. "Dream on Dreamer" - 2:42
3. "Rumble Fish Twist" - 8:05
4. "Monster Within" - 12:55
5. "Chicken Farmer Song" - 5:11
6. "Underdog" - 5:29
7. "You Don't Know What You've Got" - 2:39
8. "Slave to Money" - 7:30
9. "A King's Prayer" - 6:01
10. "I Am the Sun, Pt. 2" - 10:41

## Återkommande teman
Låtarna #1 "I am the sun part 1" och #10 "I am the sun part 2" är egentligen en låt. Den andra tar vid där den första slutar, och de har flera gemensamma teman.
Mellan dessa två kommer åtta andra låtar som mer eller mindre hänger ihop. Bland dem är #5 "Chicken farmer song" särskilt intressant, där det kommer en variant av temat från "I am the sun". Slutet på låten liknar mycket slutet av "I am the sun part 2". En annan nämnvärd låt är #9 "A King's prayer", där refrängen från "I am the sun" kommer tillbaka i instrumental version.

## Medverkande
- Roine Stolt - gitarr, bas, sång
- Jonas Reingold - bas
- Jamie Salazar - trummor
- Hans Bruniusson - percussion, sång
- Tomas Bodin - klaviaturer
- Ulf Wallander - sopransaxofon
- Hans Fröberg - gitarr, sång